# 米爾福德 (密歇根州)
米爾福德（英語：Milford）是位於美國密歇根州奧克蘭縣米爾福德鎮區的一個村。

## 人口
根據2020年美國人口普查的數據，米爾福德的面積為6.55平方千米，當中陸地面積為6.35平方千米，而水域面積為0.20平方千米。當地共有人口6520人，而人口密度為每平方千米995人。